# Festival international du film de Saint-Sébastien 2012
Le festival international du film de Saint-Sébastien 2012, 60e édition du festival (60 Festival de San Sebastián ou 60 Donostiako Zinemaldia), s'est tenu du 21 au 29 septembre 2012.

## Jury

### Jurés de la sélection officielle
- Christine Vachon (présidente)
- Ricardo Darín
- Michel Gaztambide
- Mia Hansen-Løve
- Peter Suschitzky
- Julie Taymor
- Agustí Villaronga

## Films

### Sélection officielle
- Arbitrage de Nicholas Jarecki (USA)
- All apologies de Emily Tang (Chine)
- L'Artiste et son modèle (El artista y la modelo) de Fernando Trueba (Espagne)
- L'Attentat de Ziad Doueiri (Liban, France, Qatar et Belgique)
- Blancanieves de Pablo Berger
- Le Capital de Costa-Gavras (France)
- Dans la maison de François Ozon (France)
- Jours de pêche en Patagonie (Días de pesca) de Carlos Sorín (Argentine)
- Rhino Season de Bahman Ghobadi (Turquie)
- Foxfire de Laurent Cantet (France, Canada)
- L'Hypnotiseur (Hypnotisören) de Lasse Hallström (Suède)
- Les Vivants (Die Lebenden) de Barbara Albert (Autriche, Pologne et Allemagne)
- El muerto y ser feliz de Javier Rebollo (Espagne)
- Venir au monde (Venuto al mondo) de Sergio Castellitto (Italie)

### Hors compétition
- Argo de Ben Affleck (USA)
- ¡Atraco! de Eduard Cortés (Espagne, Argentine)
- The Impossible de Juan Antonio Bayona (Espagne)
- Quartet de Dustin Hoffman (UK)

## Palmarès

### Prix officiels
- Coquille d'or : Dans la maison, de François Ozon.
- Prix spécial du jury : Blancanieves, de Pablo Berger.
- Coquille d'Argent du meilleur réalisateur : Fernando Trueba pour El artista y la modelo.
- Coquille d'Argent de la meilleure actrice ex æquo : Macarena García pour Blancanieves.
- Coquille d'Argent de la meilleure actrice ex æquo : Katie Coseni pour Foxfire.
- Coquille d'Argent du meilleur acteur : José Sacristán pour El muerto y ser feliz.
- Prix du jury de la meilleure photographie : Touraj Aslani pour Rhino Season.
- Prix du jury du meilleur scénario : Dans la maison, de François Ozon.
- Mention spéciale du jury : L'Attentat de Ziad Doueiri

### Prix Donostia
- Ewan McGregor
- Oliver Stone
- Tommy Lee Jones
- John Travolta
- Dustin Hoffman